# Lucia Medzihradská
Lucia Medzihradská, slovaška alpska smučarka, * 14. november 1968, Brezno, Češkoslovaška.
Nastopila je na treh olimpijskih igrah, najboljši uvrstitvi je dosegla s šestim in osmim mestom v kombinaciji. Na svetovnih prvenstvih je nastopila trikrat, najboljšo uvrstitev je dosegla leta 1987, ko je bila v isti disciplini deseta. V svetovnem pokalu je tekmovala osem sezon med letoma 1987 in 1994. V skupnem seštevku svetovnega pokala je bila najvišje na 43. mestu leta 1988, v letih 1988 in 1991 je bila sedma v kombinacijskem seštevku.